# جبل شراشر
جبل شراشر هو جبل في الجزائر. 

## الموقع
يقع في ولاية النعامة، في الشمال الغربي من الجزائر، على بعد 600 كم جنوب غرب الجزائر العاصمة. أقرب مدينة هي عين الصفراء ، على بعد 17.5 كم.

## الارتفاع
يبلغ ارتفاع قمة الجبل 1721 م، وهو يعلو بـ 421 م بالنسبة إلى التضاريس المحيطة. تبلغ قاعدته 7 كم عرضا.

## التضاريس
التضاريس حول جبل شراشر جبلية عموما، ولكن إلى الجنوب الشرقي، فإنها مسطحة. أقرب قمة هي راس الشرقي ، مع ارتفاع يقدر بـ 2053 م. إنها تقع على 10 كم.
المناطق المحيطة بجبل شراشر قليلة السكان، حيث يبلغ عدد سكانها 4 لكل كيلومتر مربع.
المنطقة لديها عدد قليل من مصادر المياه.

## درجة الحرارة
متوسط درجة الحرارة السنوي هو 21 درجة مئوية. الشهر الأكثر سخونة هو شهر يوليو، مع متوسط درجة حرارة 32 درجة مئوية، وأبرد شهر هو يناير مع 10 درجة مئوية.

## الأمطار
المعدل السنوي لهطول الأمطار هو 290 مم. يُعد شهر أغسطس الشهرً الأكثر هطولا، حيث يبلغ متوسط هطول الأمطار 89 مم، والأكثر جفافًا هو يونيو، مع 5 مم.